# Ilse Beate Jäkel
Ilse Beate Jäkel (* 2. Februar 1907 in Zwickau; † 13. Dezember 1982 in Stuttgart) war eine deutsche Aquarellmalerin und Karikaturistin.

## Leben
Jäkel war zwischen 1925 und 1928 an der Kunstakademie Dresden Schülerin bei Richard Müller, Hermann Dittrich, Ferdinand Dorsch und Max Feldbauer. Sie übersiedelte 1928 nach Stuttgart-Sillenbuch, um von 1929 bis 1933 an der Akademie der Bildenden Künste Stuttgart bei Robert Breyer, Gottfried Graf und Alexander Eckener zu studieren.
In der Zeit des Nationalsozialismus war sie obligatorisch Mitglied der Reichskammer der bildenden Künste und seit 1937 des Württembergischen Malerinnenvereins, der sich 1945 als Bund Bildender Künstlerinnen Württembergs (BBK/W) neu gründete. Dort war sie im Juni 1945 Mitglied des provisorischen Arbeitsausschusses, ab September Mitglied des Vereinsausschusses und Mitglied des BBK/W bis 1982. Mit Fritz Kohlstädt, Sepp Vees und Erich Glauer war sie Mitglied der Sindelfinger Sezession, die sich selbst „Die Zwölf“ nannten. Die Künstlergruppe löste sich 1970 auf.
1946 wurde Jäkel Konrektorin der 1927 von Adolf Hölzl und August Ludwig Schmitt gegründeten Freien Kunstschule Stuttgart. Diese gilt als die älteste freie Kunstakademie in Deutschland, die sich die kunstpädagogische Ausrichtung des Bauhauses zu eigen machte. 1946 wurde der Unterricht wieder aufgenommen, nachdem die Akademie 1934 die Aktivitäten eingestellt hatte. Schülerinnen von Jäkel waren unter anderen die Malerinnen Eleonore Kötter und Margot Keinke.
In Stuttgart-Sillenbuch wurde 1986 der Ilse-Beate-Jäkel-Weg nach der Künstlerin benannt.

## Werke
Der künstlerische Nachlass – ca. 1.500 Zeichnungen – befindet sich in der Sammlung Lütze der Galerie Stadt Sindelfingen. 1963 bekam Jäkel von der Brauereigaststätte Dinkelacker den Auftrag für ein Wandgemälde. Jäkels Zeichnungen und Aquarelle sind darüber hinaus auf zahlreiche Museen, Archive und Institutionen verteilt.
Werke in öffentlichem Besitz
- Galerie der Stadt Stuttgart: 235 Porträts und Landschaften (Aquarelle, Lithographien, Kohle, Kreide und Bleistift auf Papier), entstanden 1925–1982
- Kunstsammlung der Landesgirokasse Stuttgart: Fränkische Landschaft (1962), Nacht in der Camargue (ohne Jahr)
- Regierungspräsidium Stuttgart: 17 Aquarelle ohne Jahr
- Graphische Sammlung der Staatsgalerie Stuttgart: Bildnis Willy Reichert, ohne Jahr
- Stadtarchiv Stuttgart: 60 Porträts und Skizzen von Stuttgarter Persönlichkeiten, Stadtansichten (Aquarelle), entstanden 1931–1975
- Regierungspräsidium Tübingen: 7 Aquarelle und Zeichnungen ohne Jahr

Werke in Besitz des Bundes Bildender Künstlerinnen Württemberg
- Winterlandschaft, Aquarell auf bläulichem Papier, ohne Jahr
- Ein Gewitter kommt, Aquarell auf Papier, 1982
- Osterglocken, Aquarell auf Papier, 1956
- Malven, Aquarell auf Papier, ohne Jahr
- Porträt der Malerin Ingrid Grabert, Bleistift auf Papier, 1970
- Porträt der Malerin Marie Krauskopf, Bleistift auf Papier, ohne Jahr
- Porträt der Malerin Lore Doerr-Niessner, Bleistift auf Papier, ohne Jahr
- 8 Blätter: Mann im Frack (Clown), Lithographien auf Papier, ohne Jahr

Darüber hinaus besitzen weitere Museen Werke von Jäkel: Staatliche Kunstsammlungen Dresden, Stadt Juvisy-sur-Orge, Meininger Museen, Stadt Reutlingen, Galerie der Stadt Sindelfingen, Graphische Sammlung der Staatsgalerie Wien, Graphische Sammlung der ETH Zürich, Kunstsammlungen Zwickau.

## Ausstellungen (unvollständig)
Ausstellungen in der Zeit des Nationalsozialismus
- 1934: Dresden, Brühlsche Terrasse („Sächsische Kunstausstellung“)
- 1941: Berlin, Haus der Kunst („Die Pressezeichnung im Kriege“)

Die wichtigsten Ausstellungen nach 1945
- 1948: Freiberg, Stadt- und Bergbaumuseum („3. Ausstellung Erzgebirgischer Künstler“)[13]
- 1949: Glauchau, Stadt- und Heimatmuseum („Frühjahrs-Kunstausstellung 1949“ des Zwickauer Künstlerkreises)
- 1953, 1961, 1965: Ilse Beate Jäkel im Kunsthaus Schaller, Stuttgart.[3]
- 1956: Gemälde-Galerie Schloss Pillnitz, Pillnitz bei Dresden.
- 1957: Städtische Museum Zwickau.
- 1958: Kunststube Maria Benedetti, Küsnacht, Kanton Zürich.
- 1960: Ilse Beate Jäkel im Schloß Elisabethenburg, Meiningen, Thüringen.
- 1961: Arles sur Rhône, Frankreich.
- 1962, 1967: Stuttgarter Sezession im Kunstgebäude Stuttgart.
- 1963: Gemeinschaftsausstellung mit Julia Hauff im Reuchlinhaus, Pforzheim.
- 1963, 1972: Ilse Beate Jäkel im Spendhaus, Reutlingen.
- 1964: Galerie Wolfgang Gurlitt, München.
- 1965: Kleine Galerie Wien.
- 1966: Stichting Haags Expositie Centrum, Den Haag.
- 1970: GEDOK, Wien.
- 1971: Neue Gruppe Sindelfingen, Stadtbibliothek Sindelfingen.
- 1972, 1982: Ilse Beate Jäkel im Hornmoldhaus, Bietigheim.
- 1974: Städel Museum, Frankfurt am Main.
- 1982: Galerie der Stadt Sindelfingen.

## Publikationen
- Meiner Mutter zur Heimkehr. Schwertschlag, Fellbach ca. 1947.[14]
- Hans Schnoor: Wilhelm Furtwängler. Mit Lithographien von Ilse Beate Jäkel. Verlag der Kunst, Dresden 1957, DNB 368425142.
- Ilse Beate Jäkel, Stuttgart. Aquarelle, Zeichnungen. Verzeichnis zur Ausstellung vom 27. Nov. 1960 bis 7. Jan. 1961. Meininger Museen, Meiningen 1960, DNB 574071628.
- Aufzeichnungen von einer Griechenlandfahrt. Stuttgart 1963.
- Portraitskizzen aus dem Konzertsaal. Himmer, Augsburg 1981, ISBN 978-3-921706-00-8.
- Marie-Luise Hauck, Monika Fichtner: Farbe und Linie – Ilse Beate Jäkel. Werkmonografie zur Ausstellung vom 16. November bis 12. Dezember 1982. Galerie der Stadt Sindelfingen, Sindelfingen 1982, DNB 830242724.
- Das Altarbild. Ein Märchen zum Lesen und Vorlesen. Stuttgart 1984.[15]